# Nordpark (Berlin-Rudow)
Der Nordpark ist eine im Jahr 2000 für die Öffentlichkeit freigegebene Grünanlage im Berliner Ortsteil Rudow im Bezirk Neukölln.

## Lage und Geschichte
Der Park befindet sich im südlichen Teil Rudows und wird im Nordwesten von der Knollstraße, im Westen von der Schönefelder Straße, im Osten von der Waltersdorfer Chaussee und im Süden von der Ursulinenstraße begrenzt. Der Park entstand im Jahr 2000 im Zusammenhang mit dem Bau der südlich angrenzenden Gartenstadt Rudow-Süd, in der auch das Frauenviertel und der Südpark liegen. Der Park bildet zusammen mit dem Viertel und dem südlich angrenzenden, zum Nordpark parallel verlaufenden Südpark den Übergang zur Landesgrenze nach Brandenburg.

## Gestaltung
Im westlichen Teil des Parks hat der Bezirk eine weitläufige Grünfläche mit Sitzgelegenheiten anlegen lassen. Daran schließt sich im östlichen Teil ein Kinderspielplatz an, der als Themenpark Robin Hood bezeichnet wird. Der Nordpark besteht im Wesentlichen aus einer großen, überwiegend aus Holz errichteten Burganlage mit Rutschen und Klettermöglichkeiten, einem Dorf sowie einem stilisierten Sherwood Forest. Für kleinere Kinder steht im südlichen Teil ein Spielbereich mit Figuren aus dem Märchen Hänsel und Gretel zur Verfügung. Den östlichen Abschluss bilden ein Sport- und ein Bolzplatz.